# Apatura circumpunctata
Apatura circumpunctata är en fjärilsart som beskrevs av Cabeau 1910. Apatura circumpunctata ingår i släktet Apatura och familjen praktfjärilar. Inga underarter finns listade i Catalogue of Life.